# Galeopsis speciosa
Galeopsis speciosa és una espècie d'herbàcia anual, pertanyent a la família de les lamiàcies. És una adventícia originària d'Euràsia, que s'ha estés per moltes parts del món.

## Etimologia
- Galeopsis: nom genèric creat per Linné l'any 1753 pensant, en la forma de "casc" del llavi superior de la corol·la. El terme pot derivar del grec galè (mostela) i opsis (aparença), i això tal vegada a causa que la flor s'assembla vagament a una mostela.[3]
- speciosa: epítet llatí que significa cridanera, amb bon aspecte, preciós.[4][3]

## Hàbitat i distribució
Habita en boscos de muntanya, terres cultivables i sovint en sòls fèrtils alterats.
Presenta una distribució eurosiberiana. Es troba sobretot al centre, nord i oest d'Europa, encara que es troben xicotetes poblacions per tot l'hemisferi nord, especialment en la part meridional de Rússia.

## Descripció
Teròfit que pot assolir uns 20-80 cm. Les fulles són oposades i peciolades. Els limbes de les quals són ovals, amb punta cònica, amb pèls suaus, vores amb dents grans i punxudes. La flor presenta una corol·la bilabiada, pilosa, de 20-35 mm de llarg, pètals units, color groc pàl·lid excepte el lòbul central del llavi inferior trilobulat, que és porpra, ampli i està doblegat cap avall. El llavi superior és convex. El calze regular, en forma de campana, de 5 sèpals units, pilosos. Els lòbuls que formen el calze són prims però rígids i punxeguts, acaben en una punxa molla. El pistil és de 2 carpels units, el primordi seminal està dividit en 4 lòbuls, l'estil és solitari i l'estigma bilobulat. Té 4 estams, dos dels quals són llargs i dos curts, tots units a la gola de la corol·la. El fruit és un esquizocarp, i està dividit en quatre parts. El mericarpi és oval, aplanat i marró. L'època de floració és des de juliol a setembre. El seu nombre cromosòmic és 2n = 16.

## Biologia
La flors d'aquesta espècie estan adaptades als insectes, particularment a la pol·linització per borinots en tindre un tub de corol·la llarga. Les puntes agudes dels lòbuls del calze persistent el fan prènsil. S'adhereixen fàcilment a animals o roba (zoocòria), d'aquesta manera el fruit es dispersa eficaçment a llocs nous. Quan s'asseca, aparentment el calze també pot llançar les llavors. Prospera en sòls argilencs, sovint com a adventícia en camps i horts. Creix a les terres cultivades, terrenys erms i vores de camins.
Pot veure's afectada pel fong Erysiphe galeopsidis (un míldiu) i per l'àfid Cryptomyzus galeopsidis.

## Usos
De la llavor s'obté un oli d'assecatge que s'utilitza per al cuir. Aquesta planta és tòxica i pot causar paràlisi.

## Taxonomia
Galeopsis speciosa, va ser descrita per Philip Miller i publicat en The Gardeners Dictionary:. .. octava edició, no. 3. 1768.
Les espècies del gènere Galeopsis es poden diferenciar de les del gènere Lamium (ortigues mortes) per la nervadura de les seues fulles. Tenen limbes foliars de nervadura pinnada, mentre que els de les ortigues mortes no són nervats. L'estructura floral d'aquests gèneres també difereix. Les ortigues mortes també tenen una corol·la bilabiada, però els lòbuls laterals del llavi inferior són xicotets, units al lòbul central, o hi manquen.

## Galeria

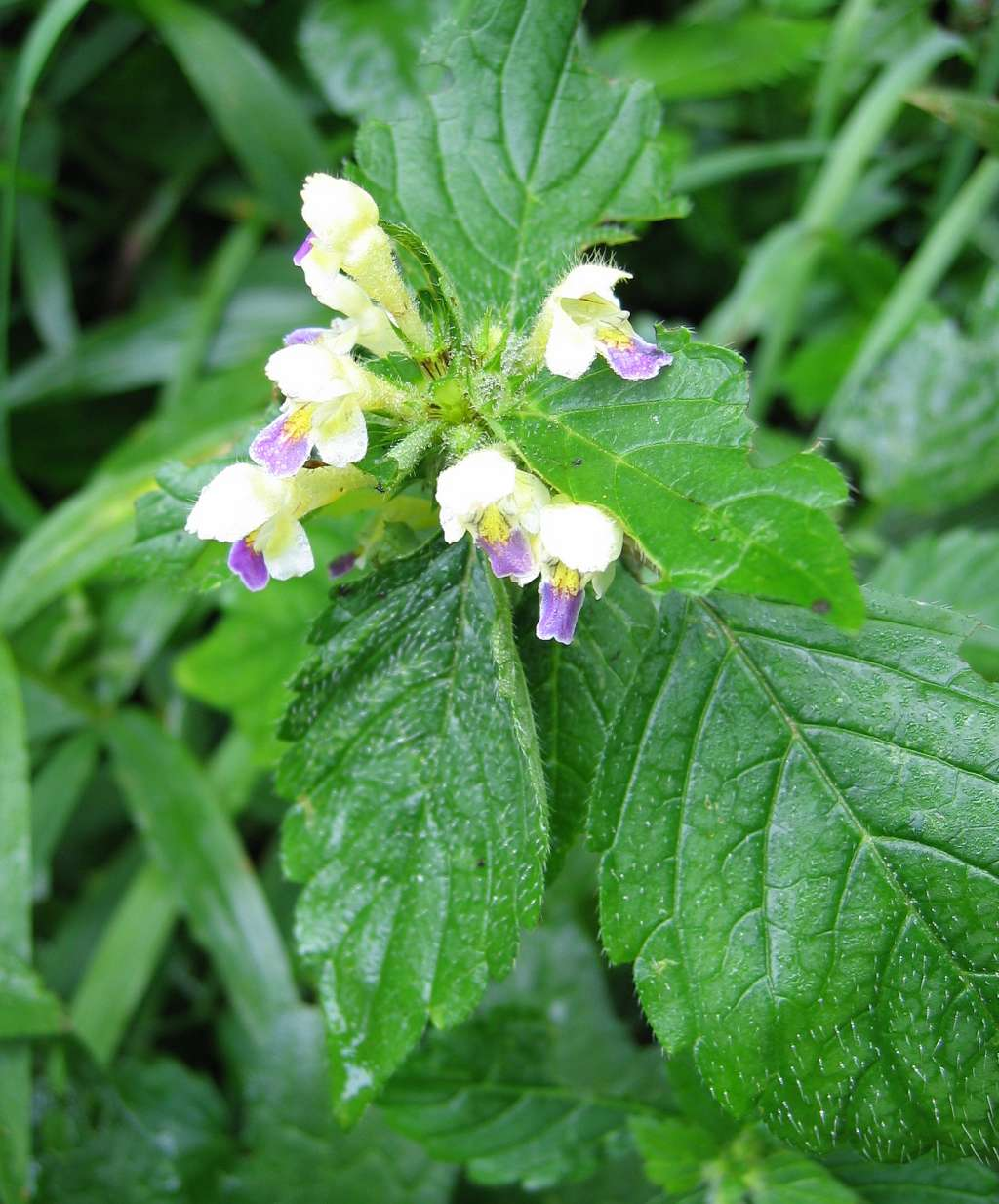
Fulles
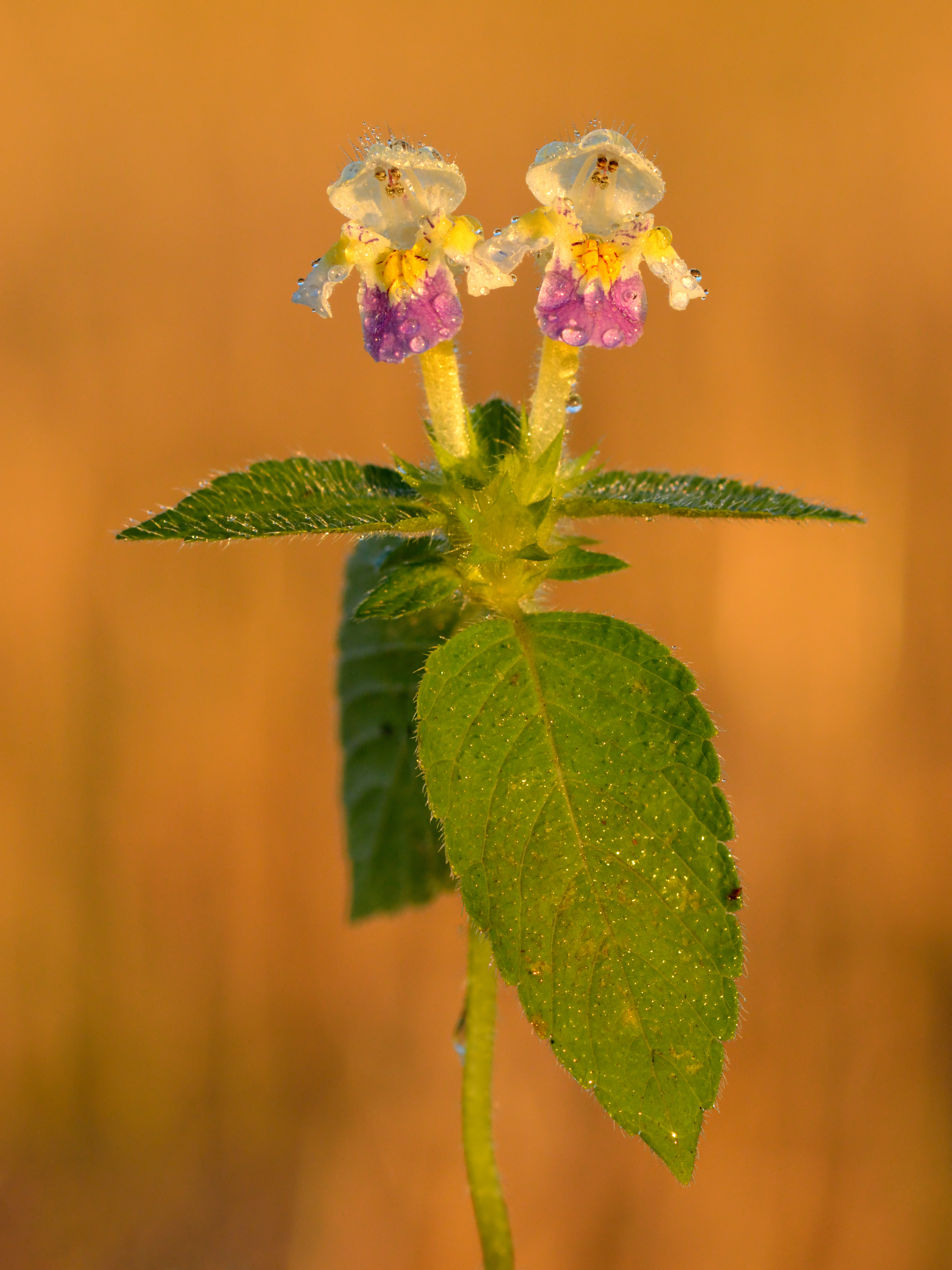
Fulla
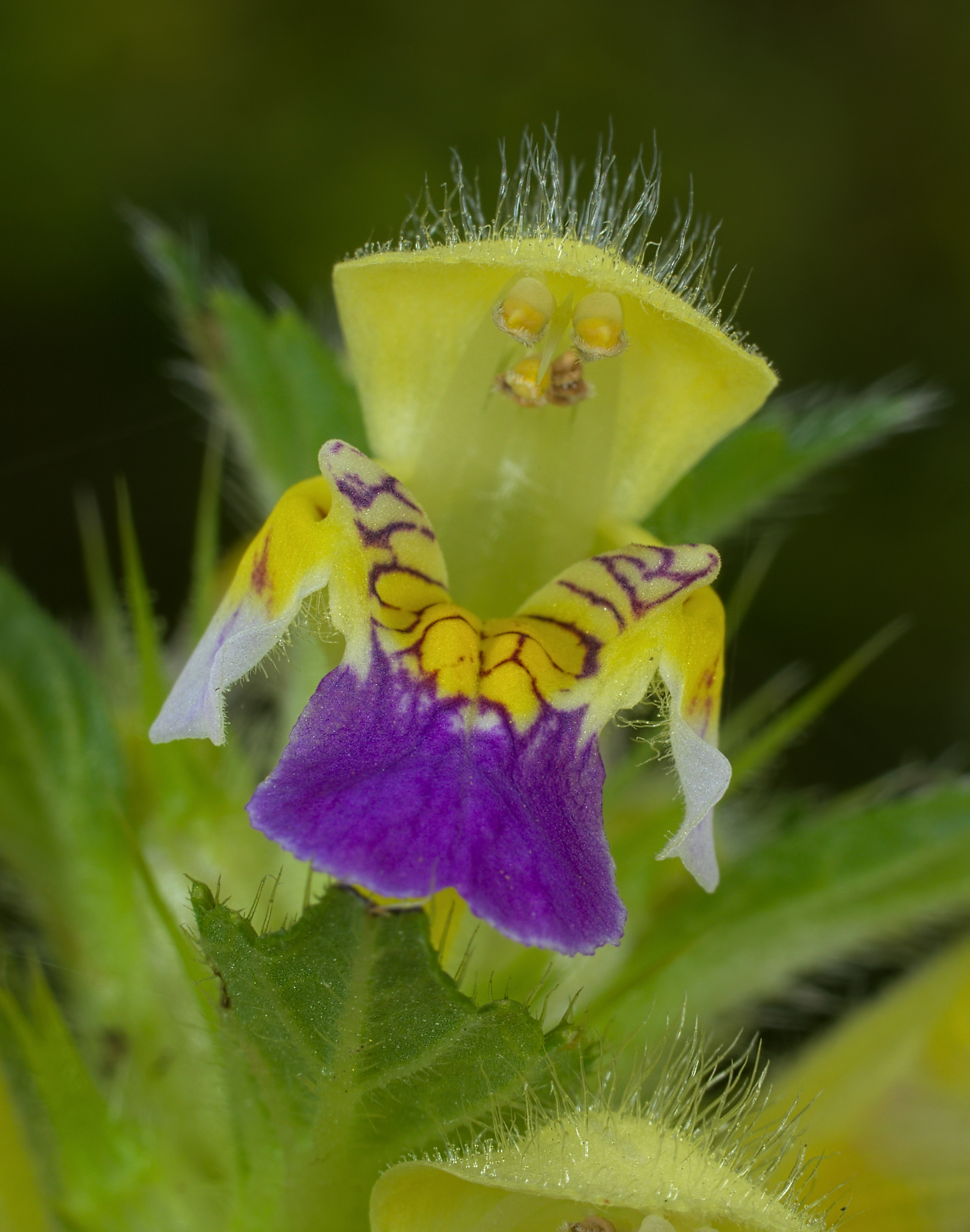
Flor (detall)
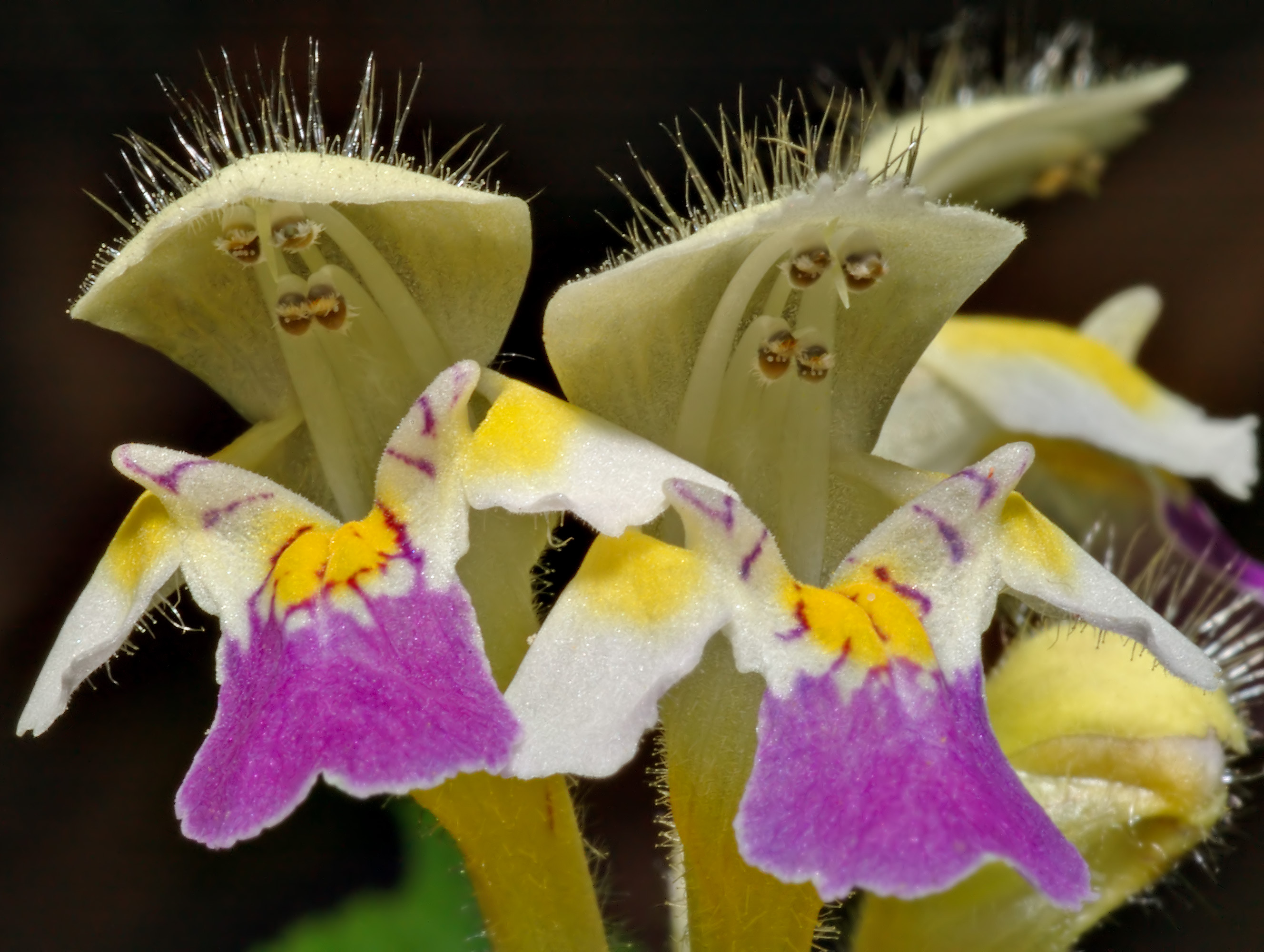
Verticil
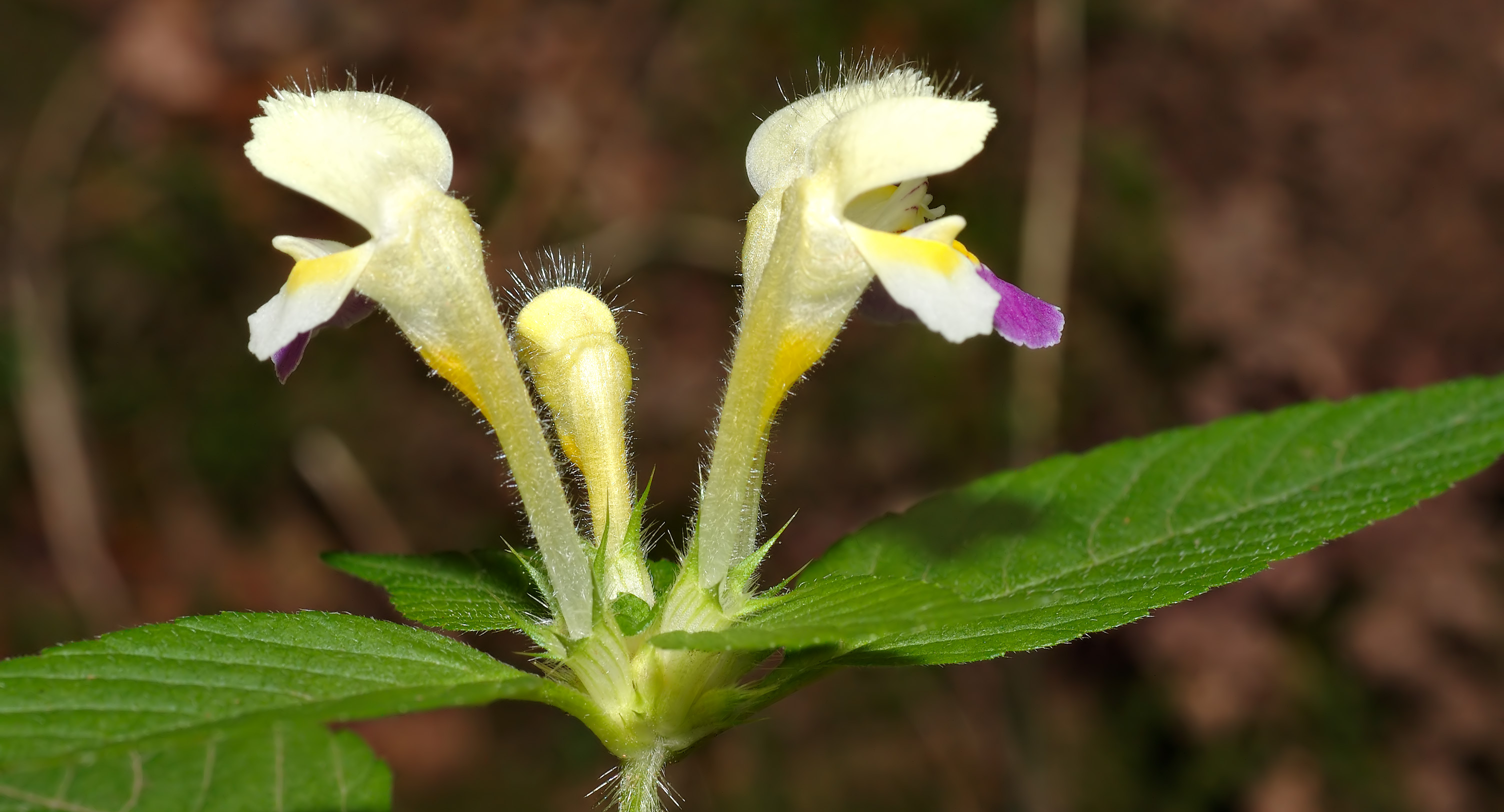
Verticil
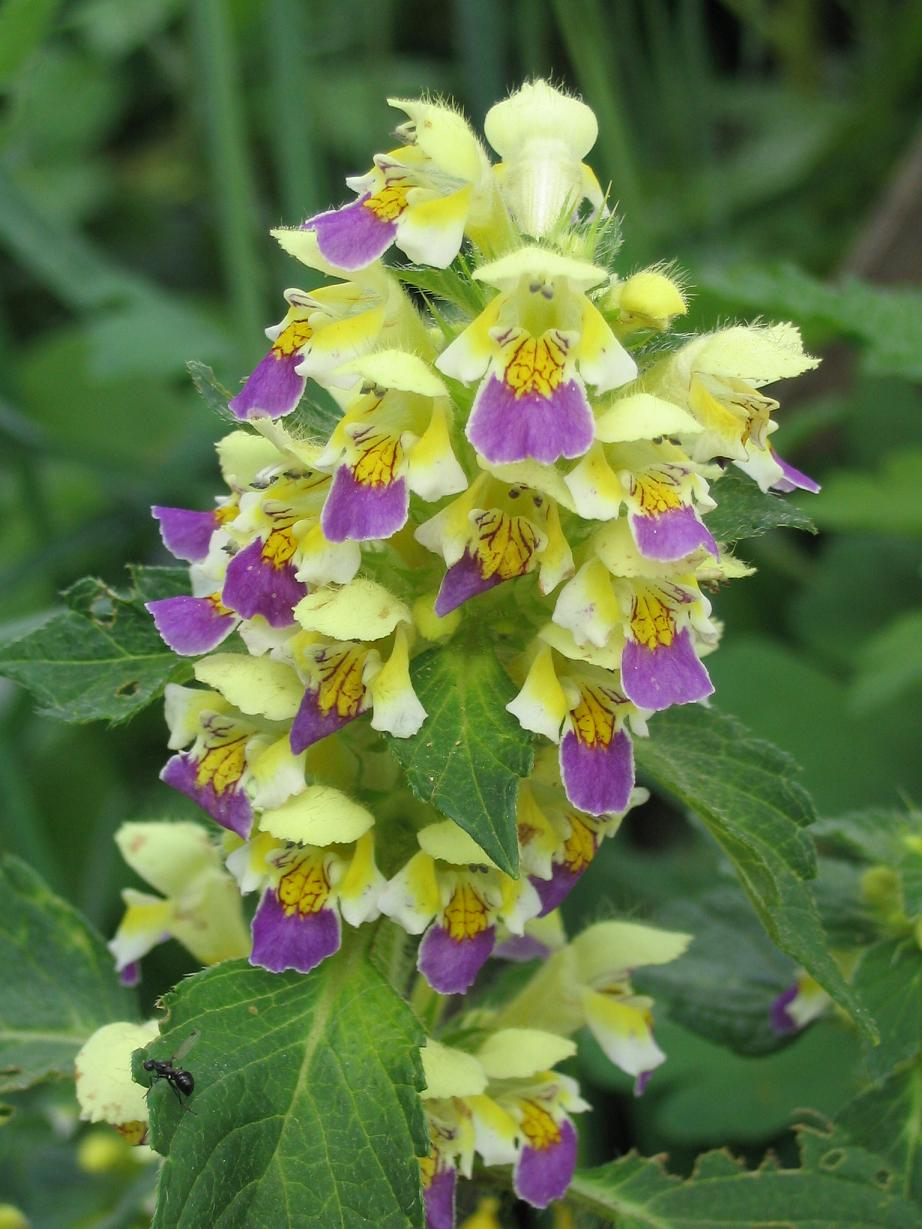
Verticils
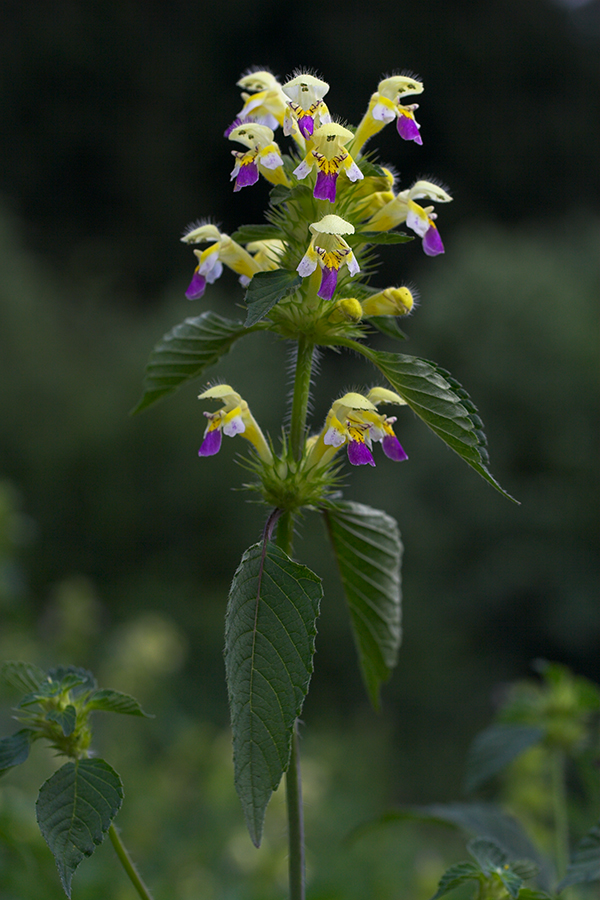
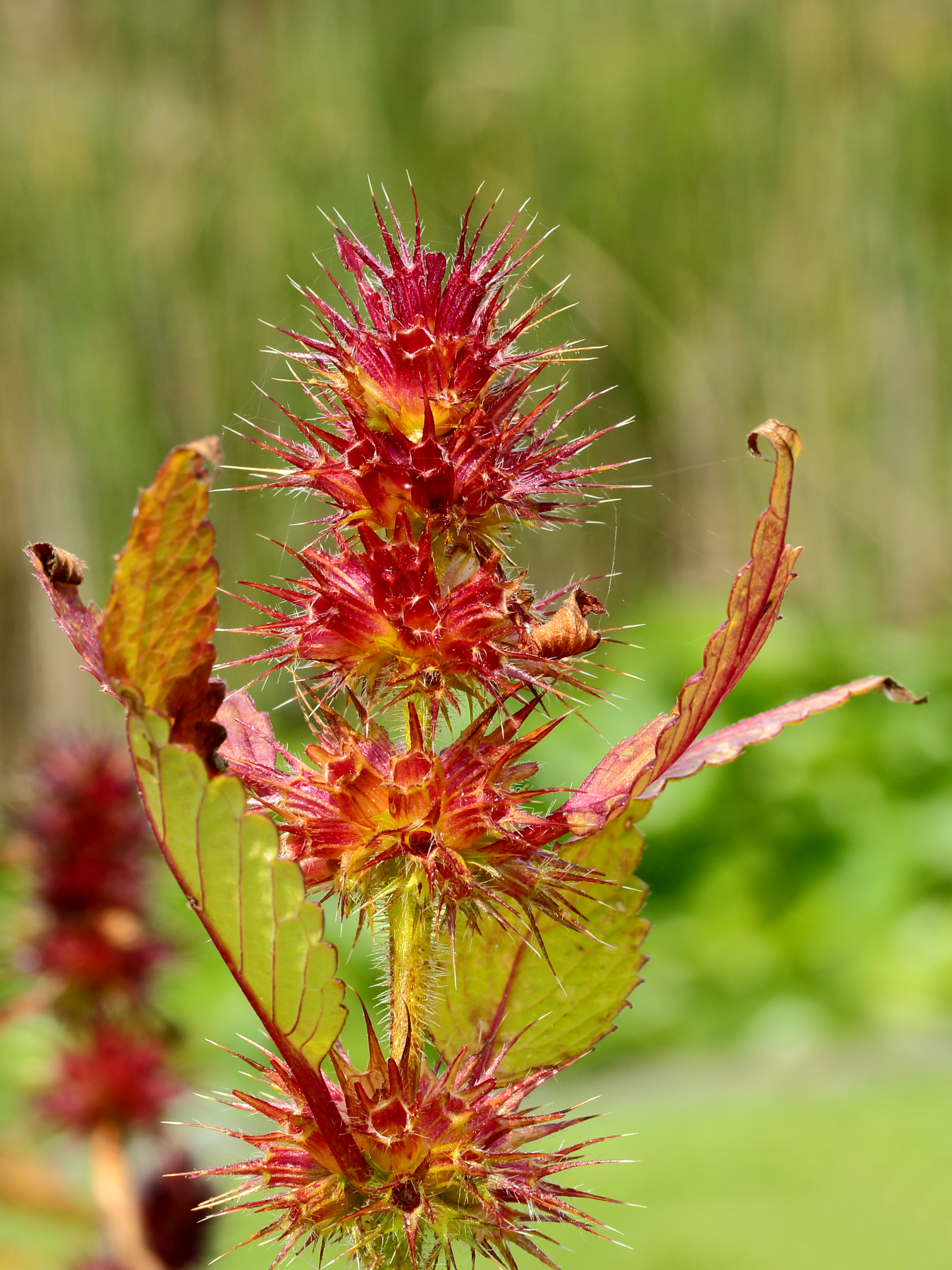
Fruits
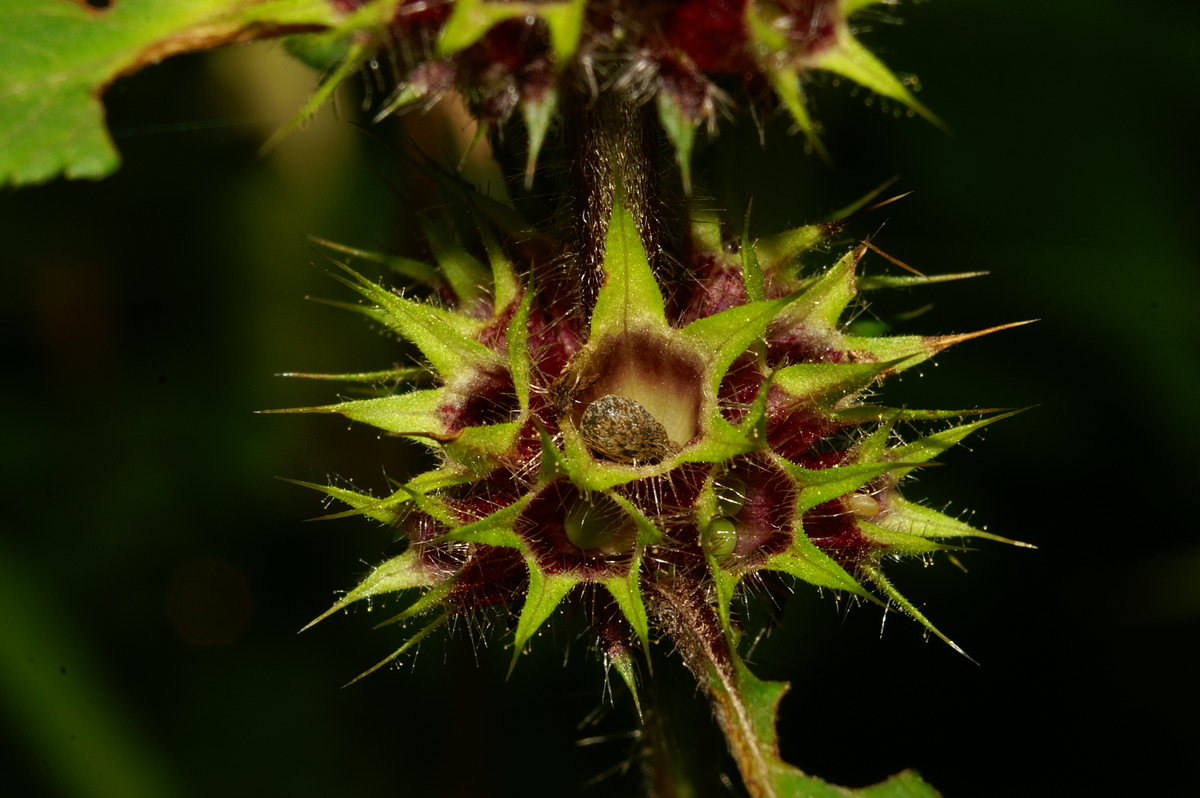
Fruit (detall)
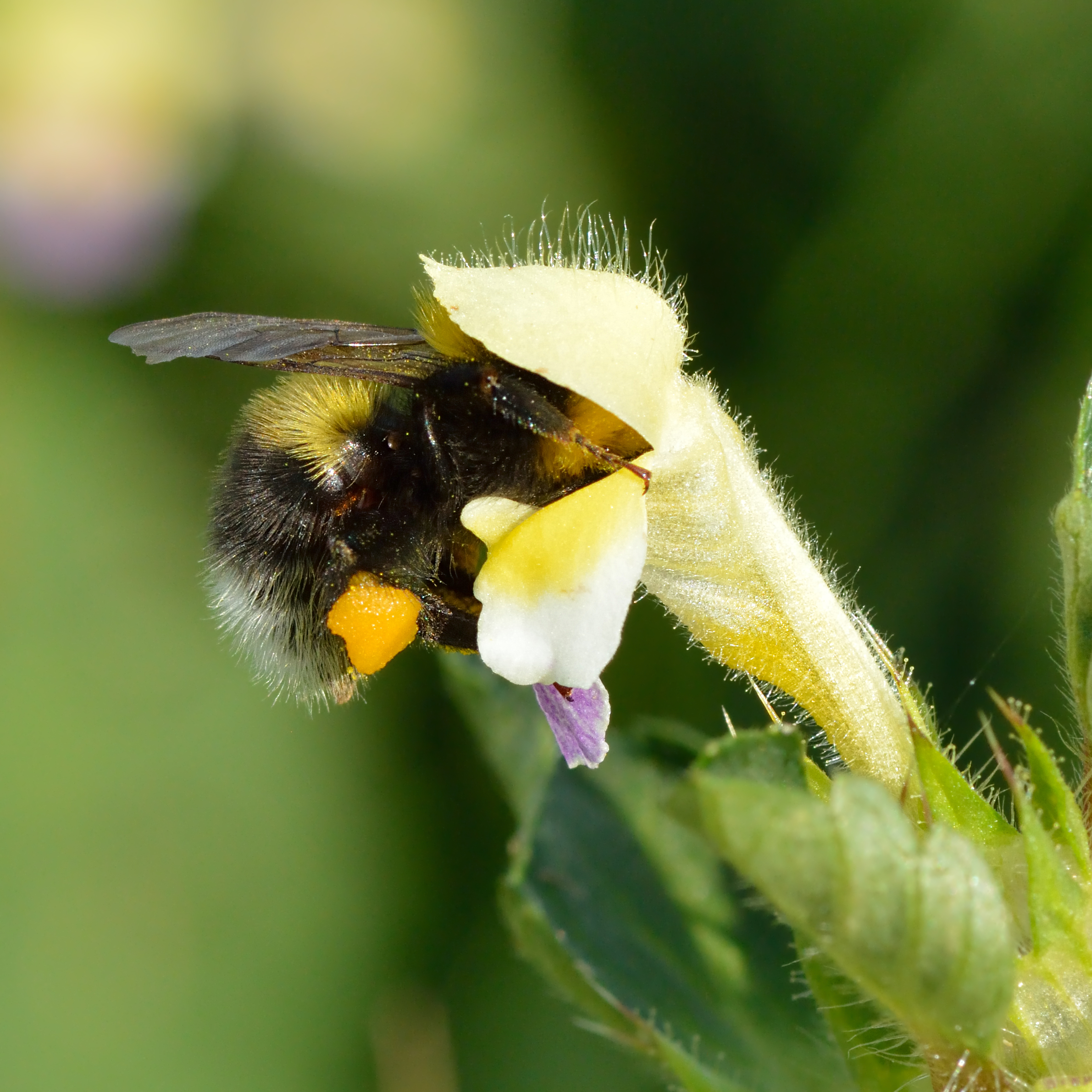
Borinot (Bombus hortorum) pol·linitzant
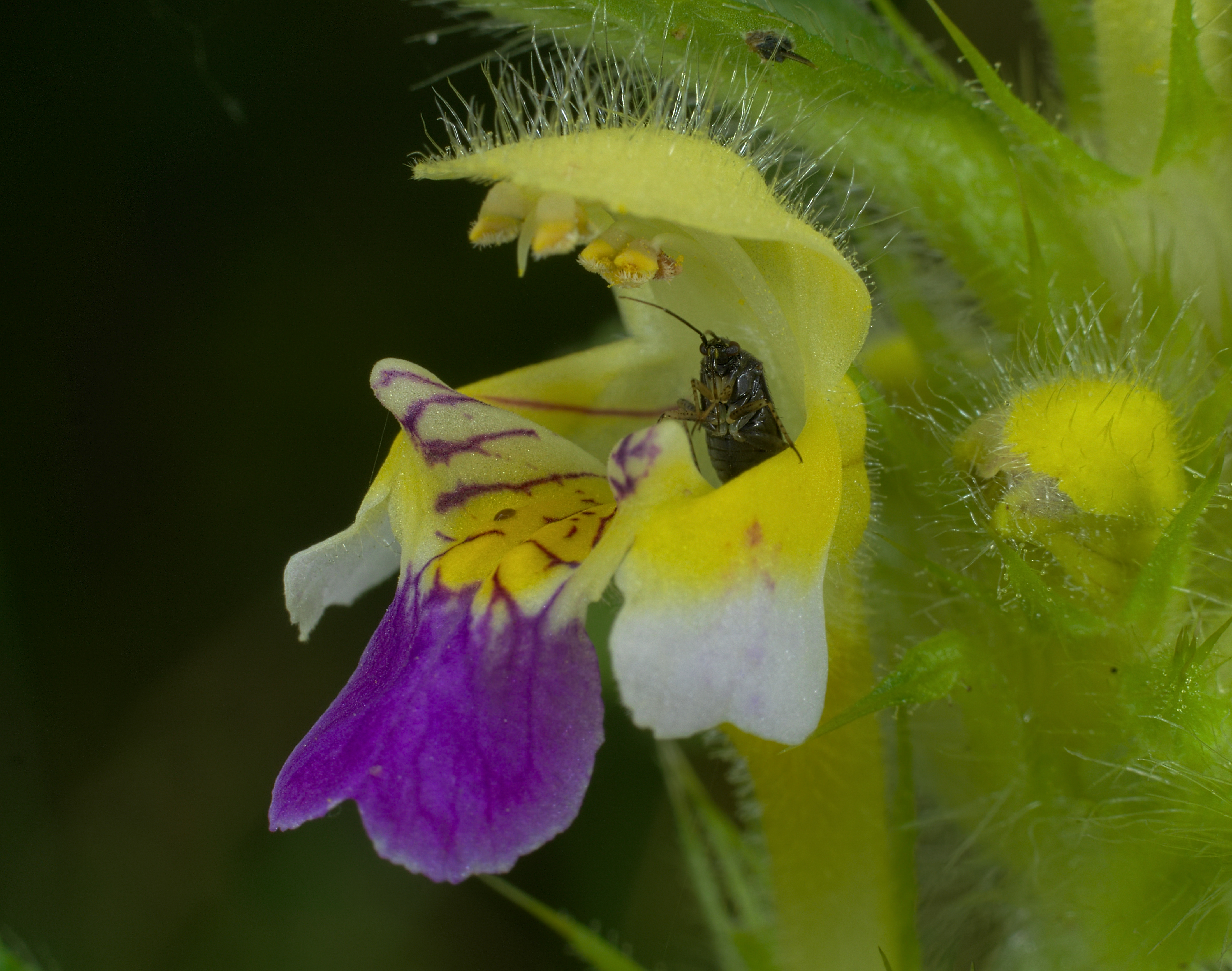
Plagiognathus arbustorum visitant una flor de G. speciosa
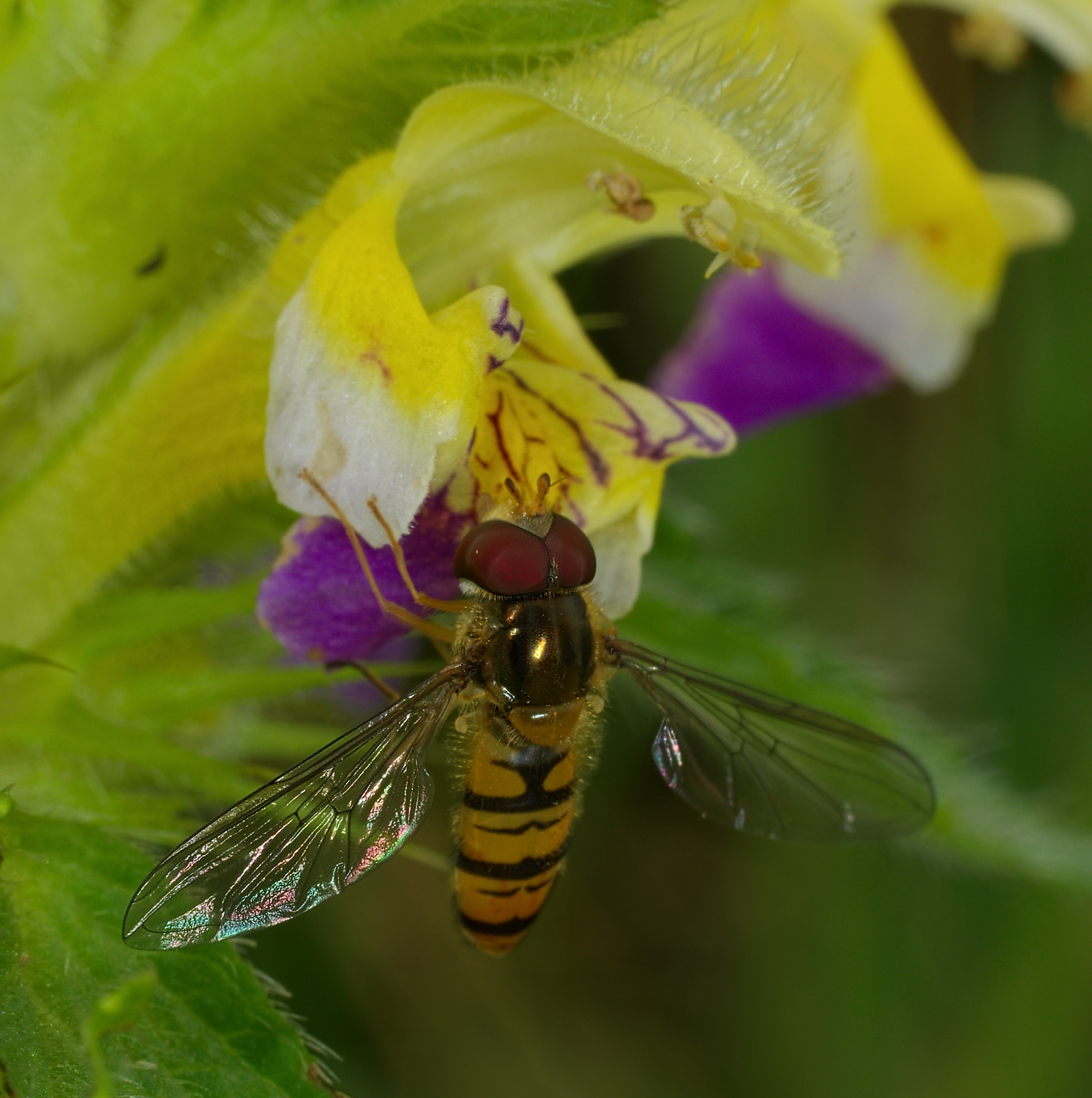
Episyrphus balteatus visitant una flor de G. speciosa
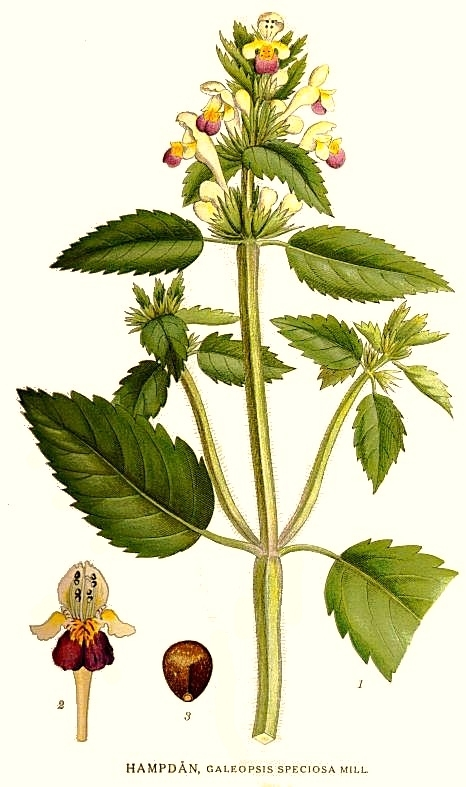
Il·lustració botànica